# Pawłowice (Basse-Silésie)
Pour les articles homonymes, voir Pawłowice.
Pawłowice est une localité polonaise de la gmina et du powiat de Ząbkowice Śląskie en voïvodie de Basse-Silésie.